# 綿策
奉恩輔國公綿策（1780年9月21日—1800年11月7日），奉恩鎮國公永珊第三子，母側室梁氏，其父為梁達色，誠郡王系第四代。
他在乾隆四十五年八月（1780年）出生，在嘉慶二年十二月（1797年）接替去世的父親永珊成為誠郡王第四代，但因為誠郡王並非世襲罔替的爵位，因此他的封爵只是奉恩輔國公，同時授封散秩大臣。
嘉慶五年九月（1797年），他去世，虛齡二十一岁，由承繼子奕果襲封誠郡王系第五代，不過也是遞降一級，為不入八分輔國公。